# ديفيد إل. كونينغهام
ديفيد إل. كونينغهام (بالإنجليزية: David L. Cunningham)‏ هو صانع أفلام ومخرج أمريكي، ولد في 24 فبراير 1971 في لوزان في سويسرا.

## وصلات خارجية
- ديفيد إل. كونينغهام على موقع IMDb (الإنجليزية)
- ديفيد إل. كونينغهام على موقع ألو سيني (الفرنسية)
- ديفيد إل. كونينغهام على موقع أول موفي (الإنجليزية)
- ديفيد إل. كونينغهام على موقع قاعدة بيانات الأفلام السويدية (السويدية)
- ديفيد إل. كونينغهام على موقع إن إن دي بي (الإنجليزية)
- ديفيد إل. كونينغهام على موقع قاعدة بيانات الفيلم (الإنجليزية)
- ديفيد إل. كونينغهام على موقع كينوبويسك (الروسية)